# تقی‌الدین النبهانی
شیخ تقی الدین النبهانی بن ابراهیم بن مصطفی بن اسماعیل بن یوسف النبهانی'(زاده ۱۳۲۷ قمری - درگذشت ۱۳۹۷ قمری) فارغ‌التحصیل الازهر مصر، مدرس و قاضی فلسطینی و مؤسس حزب التحریر است.
وی در روز ۱۱ دسامبر ۱۹۷۷ درگذشت و در قبرستان اوزاعی بیروت دفن گردید.